# El Pescaílla
El Pescaílla, pseudonimo di Antonio González Batista (Barcellona, 3 marzo 1925 – Madrid, 12 novembre 1999), è stato un cantante, chitarrista e compositore spagnolo di flamenco gitano.
È considerato uno dei padri della rumba catalana. Il suo stile e modo di interpretare e suonare la chitarra è un riferimento per tutti gli artisti di questo genere musicale. Cantante, compositore e chitarrista di flamenco spagnolo inizialmente noto come il patriarca della "rumba flamenca catalana", un genere musicale che ha creato e lanciato con successo. Quando nel 1958 sposò Lola Flores, celebre cantante e ballerina del folklore andaluso, divenne il patriarca di una delle dinastie musicali più straordinarie della storia della Spagna, generando due figlie, Lolita e Rosario, e un figlio Antonio Jr., tutte di cui sarebbero diventati cantanti e artisti affermati.
Antonio ha avuto molto successo anche nelle registrazioni come artista solista e come chitarra di supporto e cantante per la moglie Lola. Ha recitato con Lola in molti dei suoi film, oltre ad apparire con lei in televisione e nei tour di concerti in tutto il mondo. Quando Lola e Antonio sono morti, i loro figli hanno continuato la tradizione di famiglia e alla fine anche i loro nipoti hanno deliziato il pubblico con i loro talenti.

## Biografia

### Origini
Suo nonno paterno, Manuel González, el Chindo, arrivò a Barcellona all'inizio del XX secolo dalla sua nativa Murcia. Si stabilì a La Barceloneta come venditore di pesce, attività che unì a quella di chitarrista in alcuni tablao della Città Vecchia e La Rambla. Suo figlio, Antonio González, fu il primo a ricevere il soprannome di Sardineta (non Pescadilla), in base alle attività svolte dalla famiglia.
Il padre Antonio González Díaz e Antonia Batista Jiménez, vicini de la calle Fraternidad, si sposarono intorno al 1920, stabilirono la loro residenza nel quartiere di Gracia e lì nacquero i loro cinque figli, Manuel, chitarrista e padre del musicista Manolo González Batista, "Patata"; Baldomero "onclo Mero" chitarrista e ballerino; Antonio che ereditò il soprannome (El Pescaílla) del padre ma era conosciuto dalla famiglia anche come "onclo Aïto"; Juan o "onclo Polla" (nato intorno al 1932), musicista e chitarrista. Il soprannome derivava dal fatto che la sua faccia era strizzata, come quella di un gallo; e una figlia, Pepita cantante e ballerina. Avrebbero avuto un ruolo fondamentale nella nascita della rumba catalana. I cinque fratelli González Batista portavano la musica nel sangue e, tra tutti, Pescadilla era il più virtuoso con la chitarra.
Antonio González Batista, detto "El Pescaílla", per via del padre gitano che faceva il pescatore, nacque nel quartiere di Gracia (ora divenuto una delle zone più care e chic di Barcellona), nel 1925. Di giorno il piccolo Antonio aiutava il papà a vendere il suo pesce, di notte lo accompagnava a cantare e suonare al El Tablao de la Pava.

### Gli inizi
Molto presto il ragazzino mostrò tutto il suo immenso talento nel flamenco rumba, ovvero il ritmo tradizionale flamenco con influenze cubane come il mambo, il guaguancò e altre sonorità afroamericane. Il risultato è una musica travolgente, un flamenco più veloce e sanguigno. I due Pescadilla, padre e figlio, trascorrevano le notti suonando in una taverna in Calle Escudellers, poi nel famoso Charco de la Pava. All'età di diciotto anni fu assunto per tutti i tipi di feste e spettacoli, avendo anche suonato per l'alta società di Barcellona.  
La famiglia González ha mostrato un'attività straordinaria durante gli anni Quaranta, negli anni a venire, lui e suo fratello Joan sarebbero stati i maggiori responsabili della nascita della rumba catalana.I due Pescadilla si trasferirono a Madrid all'inizio degli anni '50 per debuttare al Teatro de la Comedia, a quel punto cambiarono temporaneamente i loro soprannomi artistici: il padre divenne noto come Legañas; il figlio, come Aito. 
Fu presto chiamato da Manolo Caracol, uno dei principali esponenti del flamenco dell'epoca, per far parte della sua compagnia. Lì conobbe Lola Flores, che all'epoca aveva una relazione appassionata e famigerata con il Caracol. 

### Il sodalizio con Lola Flores
Quando la Flores e Caracol ruppero definitivamente la loro relazione sentimentale e artistica, Lola propose a El Pescaílla di formare una coppia di professionisti, e quella fu anche l'origine della loro lunga unione coniugale, durata quasi quarant'anni. Ha recitato con Lola in molti dei suoi film, oltre ad apparire con lei in televisione e nei tour di concerti in tutto il mondo.
La coppia ha partecipato al loro primo film nel 1959 al film María de la O di Ramón Torrado. Le prime registrazioni di Pescadilla, insieme a Lola Flores, risalgono al 1964. Successivamente pubblicò diversi singoli e le sue canzoni fecero parte di numerose compilation per l'etichetta discografica Belter, con la quale incise nel primo periodo.
Nel tablao che aprirono insieme a Madrid, il Caripén, offrivano la loro arte da figure consacrate veterane a talenti incipienti come Camarón, per il quale lui e sua moglie provavano una vera devozione. Tremendamente appassionato di fandango, cercò a lungo la compagnia di interpreti accreditati del genere, come Juan de la Vara o Antonio El Rubio, e anche di artisti che si muovessero bene con quello stile, come lo stesso Camarón o Rancapino.
La personalità traboccante di Lola Flores stava immergendo suo marito nel retrobottega dei palchi. Le esibizioni pubbliche di Antonio si fecero sempre più distanziate, fino a quando non si limitò a suonare la chitarra solo per i suoi amici e familiari. 
Dopo diversi anni senza recitare, ricompare nel tablao madrileno La Venta del Gato, all'inizio degli anni '80, e poco dopo si ritira definitivamente.

## Vita privata
Si sposò a Barcellona con rito gitano con la ballerina di flamenco Dolores Amaya Moreno (nipote di Carmen Amaya e La Chunga), dalla quale ebbe una figlia, Antonia González Amaya (Toñi) nel 1955, anche lei ballerina di flamenco. 
Lasciò entrambi per unirsi a Lola Flores, che ha conosciuto tramite Manolo Caracol. Il rapporto tra loro fu inizialmente esclusivamente professionale, poiché La Faraona, come era conosciuta Lola Flores, ebbe un idillio tempestoso con Caracol.
Antonio ha avuto anche un figlio dopo Toñi, di nome Juan (1957), con la ballerina di flamenco Carmen Santos. Juan Antonio Santos è un chitarrista. Carmen era stata la fidanzata di Manuel Flores, fratello di Lola e Carmen Flores.
González e Flores si sposarono il 27 ottobre 1957 al Monastero di El Escorial. Con la sposa incinta di tre mesi, il matrimonio è stato celebrato alle sei del mattino, poiché si temeva che la famiglia materna della figlia di Antonio e della ballerina Dolores Amaya Moreno, Toñi, nata nel 1955, andasse su tutte le furie. 
Dal matrimonio nacquero tre figli: la cantante e presentatrice Lolita Flores (Dolores González Flores) (1958); il cantante e musicista Antonio Flores (Antonio González Flores) (1961-1995) e l'attrice a cantante Rosario Flores (Rosario González Flores) (1963). Le sue nipoti sono le attrici Elena Furiase (figlia di Lolita) e Alba Flores (figlia di Antonio). Era il cognato della collega cantante Carmen Flores e zio dell'ex calciatore e allenatore Quique Sánchez Flores.
Il temperamento di Flores e il suo carisma artistico misero in secondo piano la figura di González, che praticamente smise di registrare album. Nonostante i presagi, il rapporto è rimasto fermo contro ogni previsione per 38 anni, superando bocconi amari come quello che nel 1989 ha comportato il processo per frode ai danni dell'erario.
Nel maggio 1995 sua moglie, Lola, e suo figlio Antonio morirono in un intervallo di soli 14 giorni, un duro colpo che El Pescadilla non riuscì a superare. Morì a Madrid il 12 novembre 1999, a causa di una malattia al fegato che si trascinava da tempo. Aveva 74 anni. Il Pescaílla è stato sepolto nella cappella di famiglia dell'Almudena.

## Discografia e genere
Considerato uno dei creatori della rumba catalana, insieme al fratello Juan ha iniziato nella musica come cantante e chitarrista di flamenco nell'atmosfera familiare del quartiere di Gràcia. Dei suoi cinque fratelli, era considerato il più virtuoso della chitarra. Il contatto che ebbe con un marinaio che suonava il bongo, in Carrer Escudellers a Barcellona alla fine degli anni '50, secondo alcuni musicologi, fu fondamentale all'inizio della rumba catalana. Juan sarebbe stato l'inventore del "ventilador", la peculiare tecnica di battere con la mano la custodia della chitarra mentre suonava. Antonio ha aggiunto un tocco personale e lo ha reso popolare. Dopo che i González ebbero introdotto la rumba catalana, Peret, che all'epoca abitava nel Portal de Barcelona, si interessò a questo nuovo ritmo e lo perfezionò con molte innovazioni: oltre alla salsa sudamericana, Peret la incorporò al Rock&Roll del anni sessanta. È stato lui a far trionfare la rumba catalana in televisione e in tutto il paese. 
Famoso per aver adattato al suo stile canzoni straniere o popolari, più che come compositore (nei dischi della SGAE, El Pescaílla compare solo come autore di due canzoni), tra le sue interpretazioni più notevoli ci sono "Sarandonga", "Cada vez que tú me miras", "Levántante", "Strangers In The Night (Extraños en la noche)", "A garota de Ipanema" o "Sabor a mí". 
Antonio ha avuto molto successo anche nelle registrazioni come artista solista e come chitarra di supporto e cantante per la moglie Lola, tra cui i brani più popolari "Que me coma el tigre", "Díme" , "Historia De Un Amor" e "El Meneito" reinterpretato in tempi più recenti dalla figlia minore Rosario Flores.

### Album
- 1963 - La Faraona - RCA Victor (accompagnamento alla chitarra)
- 1964 - Lola Flores Y Antonio Gonzalez - 33 rpm - Belter
- 1966 - Levántate - 45 rpm - Belter
- 1966 - Lola Flores Y Antonio Gonzalez - Presentan Las Canciones De ''La Guapa De Cádiz'' - Belter
- 1966 - Antonio González - Belter
- 1967 - Lola Flores y Antonio González - 33 rpm - Belter
- 1969 - Esta tarde vi llover - 45 rpm - Belter
- 1975 - Notarás que aún te quiero / Niña - 45 rpm - Belter
- 1994 - Con él llégo la rumba - Divucsa Music
- 1999 - El Patriarca de la Rumba - Divucsa Music
- 2000 - Mitos de la musica Española: Lola Flores y Antonio Gonzalez - Divucsa Music
- 2002 - Antonio Gonzalez "El Pescailla" - Divucsa Music
- 2011 - Tiritando - VampiSoul
- 2013 - El Pescailla - Divucsa Music
- 2013 - La colección 5: Lola y Antonio - Divucsa Music
- 2017 - Lola Flores y Antonio Flores - La Faraona y el Pescailla - Totall Records

### Singoli[7]
- 1958 - La Guitarra - Paco Aguilera, Antonio Gonzalez, Juanito Serrano e Antonio Arenas - Odeon
- 1961 - La Guapa De Gibralfaro - Lola Flores, chitarra: Antonio Gonzalez - Seeco, Discophon
- 1963 - Después - Lola Flores con Antonio González - Columbia
- 1964 - Marianito / Mientes Por Piedad / Caminemos / Isabel Del Alma Mia - Lola Flores e Antonio González - Belter
- 1964 - Villancicos Gitanos - Lola Flores e Antonio González - Belter
- 1964 - Escándalo / Tientos Del Agua / Tu Boca / Pide - Lola Flores e Antonio González - Belter
- 1964 - ¿Dónde Esta Ese Gato? - Lola Flores e Antonio González - Belter
- 1964 - 13 De Mayo - Lola Flores e Antonio González - Belter
- 1964 - Pena, Penita, Pena - Lola Flores e Antonio González - Belter
- 1964 - Tu Boca - Lola Flores e Antonio González - Belter
- 1964 - Amame Esta Noche - Belter
- 1964 - Abanicos De Toros - Lola Flores e Antonio González - Belter
- 1965 - Meneíto Men - Lola Flores e Antonio González - Belter
- 1965 - Gitana Ye Ye - Lola Flores e Antonio González - Belter
- 1965 - Lola / En Nombre De Dios / Sarandonga / Tomasa - Belter
- 1965 - Gitana Ye Ye / Que Barbaridad - Lola Flores e Antonio González - Belter
- 1965 - Perdóname Mi Vida - Lola Flores e Antonio González - Belter
- 1965 - La Guitarra De Antonio González  - Belter
- 1966 - Pa Que Sientas Lo Que Siento / Capri C'est Fini / Dame Tu Corazon / Pandangos A Medianoche - Lola Flores e Antonio González - Belter
- 1966 - Qué Penita, Qué Dolor / Cuando Llora Mi Guitarra / Sin Tí / Tanguillo De La Guapa De Cádiz - Lola Flores e Antonio González - Belter
- 1966 - Gloria De Cádiz / Dame Tu Corazón / La Flor Del Temperamento / El Pollo Perdío - Lola Flores e Antonio González - Belter
- 1966 - El Mundo - Lola Flores e Antonio González - Belter
- 1966 - Extraños En La Noche / Gloria - Belter
- 1966 - El Partido Por La Mitad - Lola Flores e Antonio González - Belter
- 1967 - Noche De Ronda / Como Dos Esmeraldas / Nunca / Un Momento Mas - Belter
- 1969 - No / Mía / Alguien Cantó / Esta Tarde Ví Llover - Belter
- 1970 - La Casa En El Aire / Que Me Coma El Tigre - Lola Flores e Antonio González - Belter
- 1970 - Si Yo Pudiera Detener El Tiempo / Tiritando / Se Te Olvida / La Chica De Ipanema - Belter
- 1972 - Villancicos - Lola Flores e Antonio González - Belter
- 1974 - Muchacho Barrigon / Lola Lolita - Lola Flores e Antonio González - Belter
- 1974 - Síguela / Me Has Dicho Que Si / Yo Tengo Unos Ojos Negros / Muchacha Sencilla - Lola Flores e Antonio González - Belter
- 1975 - Notaras Que Aun Te Quiero - Belter
- 1977 - El Partido Por La Mitad - Lola Flores e Antonio González - Olympo
- 1978 - Incomprendido - CBS

## Filmografia
- El presidio, regia di Antonio Santillán (1954) - non accreditato
- María de la O, regia di Ramón Torrado (1959)
- Échame a mí la culpa, regia di Fernando Cortés (1959)
- Venta de Vargas, regia di Enrique Cahen Salaberry (1959)
- De color moreno, regia di Gilberto Martínez Solares (1963)
- La gitana y el charro, regia di Gilberto Martínez Solares (1964)
- Cita en Navarra, regia di José Grañena (1967)
- El taxi de los conflictos, regia di Antonio Ozores e José Luis Sáenz de Heredia (1969)